# هنري جاي روزنر
هنري جاي روزنر (بالإنجليزية: Henry J. Rosner)‏ هو صحفي أمريكي، ولد في 9 مارس 1909 في نيويورك في الولايات المتحدة، وتوفي في 16 مارس 1982 في نيويورك في الولايات المتحدة.